# Mimzy - Il segreto dell'universo
Mimzy - Il segreto dell'universo (The Last Mimzy) è un film di fantascienza del 2007 diretto da Robert Shaye.

## Trama
In un lontano futuro una donna e alcuni bambini sono in mezzo a un prato; la donna chiama i bambini, li fa sedere in cerchio e racconta loro telepaticamente una storia. Molto tempo prima l'umanità stava per scomparire; uno scienziato cercava di salvarla e l'unica speranza di salvezza era l'ultima Mimzy. 
Nell'epoca odierna, durante una passeggiata sulla spiaggia vicino a casa, i due fratelli Emma e Noah trovano una scatola contenente alcuni strani oggetti che all'apparenza sembrano giocattoli. In realtà si tratta di oggetti provenienti dal futuro, che donano ai due bambini delle facoltà mentali superiori.
Gli oggetti sono una conchiglia che conferisce poteri uditivi superiori, un pezzo di vetro verde che rende possibile il teletrasporto, alcune pietre soprannominate "trottole" che creano una strana nube verde e un coniglio di pezza di nome Mimzy che rivela a Emma alcune informazioni e le affida una missione di importanza vitale per il futuro dell'umanità.
Nel frattempo i cambiamenti intellettivi dei bambini allertano i genitori; in particolare la madre dei bambini inizia a preoccuparsi enormemente.
Il maestro di Noah scopre che il bambino disegna antichissimi maṇḍala senza averli mai visti né sapere cosa essi siano.
La tensione in casa aumenta e quando Noah, mentre traffica per l'ennesima volta con gli oggetti trovati sulla spiaggia, causa accidentalmente un black out che colpisce mezzo Stato, la situazione - precipita nonostante i genitori non sappiano che sia stato lui.
In seguito il professore di Noah e la sua fidanzata, un'appassionata di meditazione e Nepal, fanno visita alla madre del bambino per parlargli dei disegni che fa e finiscono per leggere le mani a entrambi, concludendo che Emma è speciale. La madre li liquida in malo modo, ma li richiama quando Emma sposta lo zucchero con il solo pensiero.
Dopo pochi giorni l'FBI fa irruzione in casa dopo avere scoperto che da lì si era originato il blackout. Il coniglio di pezza viene fatto analizzare dagli scienziati e si rivela essere un oggetto elettronico con componenti organici, costruito con tecniche di nanotecnologia enormemente superiori a quelle conosciute.
Nessuno comprende il significato di tutto ciò se non Emma, che pare essere sicura di ciò che vada fatto e convince Noah a scappare con lei.
Dopo una fuga rocambolesca, aiutati dagli adulti, i due fratellini riescono a rimandare Mimzy nel futuro e a salvare l'umanità.

## Cast
Il fisico Brian Greene, oltre a essere stato uno dei consulenti tecnici del film, fa anche un cameo nel ruolo di uno scienziato della Intel.

## Colonna sonora
La colonna sonora del film è stata composta da Howard Shore, il pluripremiato compositore dietro le colonne sonore della trilogia del film Il Signore degli Anelli. Anche l'ex membro dei Pink Floyd Roger Waters ha collaborato a una canzone chiamata Hello (I Love You). "Penso che insieme abbiamo inventato una canzone che cattura i temi del film: lo scontro tra i migliori e i peggiori istinti dell'umanità e come l'innocenza di un bambino può vincere la giornata", ha commentato Roger Waters.

### Tracce
1. The Mandala – 1:37
2. Whidbey Island – 3:21
3. Under the Bed – 2:46
4. Cuddle – 1:28
5. Beach – 1:59
6. Scribbles – 2:39
7. Blackout – 3:17
8. Palm Readings – 4:12
9. I Love the World – 0:52
10. Help! – 1:20
11. I have to look – 4:20
12. Can I Talk? – 5:26
13. Eyes – 2:15
14. The Tear – 4:07
15. Through the Looking-Glass – 5:03
16. Hello (I love You) (con Roger Waters) – 6:16

Durata totale: 50:58